# Bardaskan
Bardaskan (în persană بردسكن) este un oraș și capitala provinciei Bardaskan, regiunea Razavi Khorasan, Iran. La recensământul din 2006, avea o populație de 23.142 locuitori, în 5,960 de familii.

## Atracții turistice
| Aliabd Tower   |
| Turnul Aliabad |

|                  |
| Turnul Firuzabad |